# 더티 비트
더티 비트(dirty bit) 또는 수정 비트(modified bit)는 컴퓨터 메모리 블록과 연결된 비트이며, 해당 메모리 블록이 수정되었는지 여부를 나타낸다. 이 더티 비트는 프로세서가 이 메모리에 쓰기(수정)할 때 설정된다. 이 비트는 관련 메모리 블록이 수정되었으며 아직 저장소에 저장되지 않았음을 나타낸다. 메모리 블록이 교체될 때, 해당 더티 비트가 확인되어 블록이 교체되기 전에 보조 기억 장치에 다시 기록되어야 하는지 또는 단순히 제거될 수 있는지 확인한다. 더티 비트는 CPU 캐시와 운영체제의 페이지 교체 알고리즘에서 사용된다.
더티 비트는 처리해야 하거나 아직 처리되지 않은 데이터 세그먼트를 표시하여 증분 컴퓨팅에서도 사용할 수 있다. 이 기술은 변경되지 않은 객체 또는 상태의 불필요한 처리를 피하기 위해 지연된 컴퓨팅과 함께 사용할 수 있다. 모델이 업데이트될 때(일반적으로 여러 소스에 의해), 다시 처리해야 하는 세그먼트만 더티로 표시된다. 그런 다음 알고리즘은 더티 세그먼트를 스캔하고 처리하여 클린으로 표시한다. 이렇게 하면 변경되지 않은 세그먼트가 다시 계산되지 않고 프로세서 시간을 절약할 수 있다.

## 페이지 교체
페이지 교체에 대해 말할 때, 각 페이지에는 하드웨어에 연결된 수정 비트가 있을 수 있다. 페이지의 더티 비트는 페이지의 어떤 단어 또는 바이트가 기록될 때마다 하드웨어에 의해 설정되어 페이지가 수정되었음을 나타낸다. 페이지가 교체 대상으로 선택될 때 수정 비트가 검사된다. 비트가 설정되어 있으면 페이지가 디스크에서 읽어온 이후 수정되었다. 이 경우 페이지를 디스크에 기록해야 한다. 그러나 더티 비트가 설정되어 있지 않으면 페이지가 메모리로 읽어온 이후 수정되지 않았다. 따라서 디스크의 페이지 복사본이 덮어쓰여지지 않았다면(예를 들어 다른 페이지에 의해), 메모리 페이지를 디스크에 기록할 필요가 없다: 이미 거기에 있기 때문이다.